# Electronic Arts
Electronic Arts (EA) (NASDAQ: ERTS) je americká firma, která se zabývá vývojem, obchodem a distribucí videoher. Byla založena v roce 1982 Tripem Hawkinsem. Společnost se stala průkopníkem herního oboru na osobních počítačích a je také známá propagací designérů a programátorů, kteří jsou za hry zodpovědní. EA byla prvních pár let pouze vydavatel (jen pro PC a Amigu), avšak na konci 80. let začala vyvíjet i vlastní hry a v 90. letech začala s podporou herních konzolí. Začíná také expandovat a získávat některé úspěšné vývojáře. Na počátku roku 2000 se EA stala největším vydavatelem produktů třetích stran. V současnosti jsou nejúspěšnějšími produkty společnosti sportovní simulátory, hry založené na populárních filmech a vícedílné série, jako například Need for Speed, Medal of Honor, The Sims a také Harry Potter podle filmové předlohy. Společnost je také předmětem kritiky[čí?], hlavně kvůli své obchodní taktice a zaměstnanecké politice.[zdroj⁠?!]

## Historie
Zakladatel EA Trip Hawkins, který byl nejprve ředitel marketingového oddělení u firmy Apple, shromažďoval kapitál na založení své herní společnosti. Roku 1982 poprvé usedl za stůl v kanceláři jeho vlastní firmy Electronic Arts. Tato společnost od počátku obstarávala vydávání i distribuci her bez jakýchkoliv prostředníků.
V roce 1987 začala firma EA vyvíjet své vlastní tituly.
Až do roku 2008 měla EA dominantní postavení na trhu, její příjmy byly velmi vysoké, a proto se naskytla možnost koupit mnohá[ujasnit] vývojářská studia. Ale na počátku roku 2008 byla firma poprvé ve ztrátě.
EA dlouhou dobu nechtěla vydávat tituly pouze pro plnoleté, ale od toho se pod vedením nového šéfa Johnem Riccitiellem upustilo, což dokazuje i hra Dead Space.
Kvůli ekonomické krizi v roce 2008 měla EA menší výdělky přes prázdninové období, než očekávala. Na konci roku 2008 byla EA ve ztrátě 641 milionů dolarů. V únoru 2009 bylo také propuštěno 1100 zaměstnanců tj. 11 % pracovní síly. Roku 2014 byla uzavřena česká pobočka EA Czech.

## Nejznámější hry
- série F1
- série Battlefield
- série Command & Conquer
- série Crysis
- série FIFA
- série FIFA Manager
- série Godfather
- série Harry Potter
- série James Bond (pouze některé díly)
- série Medal of Honor
- série NBA
- série Need for Speed
- série NHL
- série Pán prstenů (pouze některé díly)
- série SimCity (pouze některé díly)
- série The Sims (pouze některé díly)
- The Simpsons: Tapped Out
- série Star Wars